# Cut the Crap
| 전문가 평가                       | 전문가 평가 |
| 평가 점수                         | 평가 점수   |
| 출처                              | 점수        |
| --------------------------------- | ----------- |
| AllMusic                          | [ 1 ]       |
| Classic Rock                      | [ 3 ]       |
| The Encyclopedia of Popular Music | [ 4 ]       |
| The Great Rock Discography        | 4/10        |
| MusicHound Rock                   | [ 6 ]       |
| Q                                 | [ 7 ]       |
| The Rolling Stone Album Guide     | [ 8 ]       |
| Smash Hits                        | 6/10        |
| Spin Alternative Record Guide     | 4/10        |
| The Village Voice                 | B+          |

《Cut the Crap》은 영국의 펑크 록 밴드 더 클래시의 여섯 번째이자 마지막 스튜디오 음반으로, 1985년 11월 4일, CBS 레코드를 통해 발매되었다. 이 음반은 1985년 초 독일 뮌헨의 베리턴 스튜디오에서 녹음되었으며, 당시 밴드는 공동 창립자이자 리드 기타리스트 및 공동 주요 작곡가였던 믹 존스와 드러머 토퍼 헤든이 리드 보컬리스트 조 스트러머와 베이시스트 폴 사이모넌에 의해 해고되는 격동의 시기를 겪고 있었다. 존스와 헤든의 자리는 무명에 가까웠던 기타리스트 빈스 화이트와 닉 셰퍼드, 드러머 피트 하워드가 대신했다. 긴장이 감돌던 녹음 세션 동안, 더 클래시의 매니저 버나드 로즈는 밴드의 작곡 및 음악적 방향을 두고 스트러머와 주도권 다툼을 벌였다.
스트러머와 로즈는 대부분의 곡을 공동 작곡하였다. 음반 제작 과정에서 로즈는 편곡, 트랙 배열, 최종 믹스를 주도했다. 스트러머가 선호한 전자 드럼 사운드와 로즈가 삽입한 샘플링에 크게 의존한 로즈의 프로덕션 방식은 널리 혹평을 받았다. 한 평론가는 이 음반의 사운드를 "요란하고, 마치 '힙하고 현대적인 80년대 스타일'로 들리도록 의도된 것처럼 보인다"고 묘사했다. 음반 제목은 1981년 포스트 아포칼립스 영화 《매드 맥스 2》의 대사에서 따온 것으로, 로즈가 정했다. 녹음 과정과 스트러머, 로즈 간의 긴장은 다른 밴드 구성원들에게 환멸을 안겼다. 화이트와 셰퍼드의 기여는 최종 믹스에서 거의 사라졌고, 하워드의 드럼은 전자 드럼 머신으로 대체되었다. 에픽 레코드는 이 음반이 더 클래시의 미국 시장 성공을 견인하길 바랐으며, 선공개 싱글을 위한 고비용 뮤직 비디오도 기획했다.
《Cut the Crap》은 발매 당시 영국 음악 언론으로부터 "주요 아티스트가 발표한 음반 중 가장 재앙적인 작품 중 하나"라는 혹평을 받았다. 스트러머는 이 음반을 부정하고, 발매 몇 주 만에 더 클래시를 해체시켰다. 그는 이후 솔로 경력 동안 이 음반의 수록곡 중 단 한 곡만을 라이브로 연주했으며, 《Cut the Crap》은 대부분의 더 클래시 컴필레이션 및 박스 세트에서 완전히 제외되었다. 오늘날까지도 일반적으로 밴드의 최악의 음반으로 평가받고 있지만, 몇몇 현대 평론가들은 스트러머의 작곡과 보컬 퍼포먼스, 특히〈This Is England〉, 〈Dirty Punk〉, 〈Three Card Trick〉과 같은 곡들에서 그의 역량을 높이 평가하고 있다.

## 배경
1983년 더 클래시는 내부 갈등을 겪으며 핵심 구성원 두 명이 해고되었다. 리드 기타리스트 믹 존스는 리드 보컬리스트 조 스트러머가 밴드의 정체성과 어울리지 않는다고 여긴 록스타 흉내를 부리기 시작했고, 드러머 토퍼 헤든은 헤로인 중독으로 인해 신뢰할 수 없는 상태가 되었다. 1983년 6월, 런던에서 진행된 리허설에서 멤버 간의 긴장이 다시 표면화되었으며, 두 명의 주요 작곡자는 더 이상 서로를 신뢰하지 않게 되었다. 이는 존스의 리허설 불참과 신시사이저 사용 때문이었다. 믹 존스와 베이시스트 폴 사이모넌은 모두, 이전에 존스와의 개인적인 불화로 해고되었던 매니저 버나드 로즈가 새로 협상한 계약서에 서명을 거부했다고 밝혔다.
이 시점에서 스트러머와 존스의 관계는 완전히 무너진 상태였다. 리허설이 시작된 지 얼마 지나지 않아, 스트러머와 사이모넌은 존스를 해고했다. 해고가 공식 발표되기 일주일 전, 스트러머, 사이모넌, 로즈는 새로운 멤버를 찾기 시작했고 피트 하워드를 만나게 되었다.  밴드는 기타리스트를 교체하기 위해 《멜로디 메이커》지에 익명으로 광고를 게재했다. 100명이 넘는 지원자를 오디션한 끝에, 무명 뮤지션이었던 닉 셰퍼드와 그렉 화이트를 최종적으로 영입했다. 화이트는 사이모넌이 "그렉이라는 이름을 가진 사람과는 밴드 활동을 못 하겠다"며 불만을 표하자, 빈스라는 예명을 사용하게 되었다. 두 사람은 정식 음반 계약이 아닌 주급 100파운드의 급여를 받는 조건으로 활동했다.
스트러머는 밴드의 주요 작사가였고, 존스는 주로 음악을 작곡해왔다. 그러나 존스가 해고된 후, 밴드는 펑크 음악은 누구나 쓸 수 있다는 가정 하에 작곡을 시도했다. 이는 큰 실수로 드러났으며, 더 클래시의 구성원들이 모르는 사이에 로즈는 이미 존스의 공백을 메우기 위한 자신만의 해법을 구상하고 있었다. 그는 음악에 대한 주도권을 자신이 쥐겠다는 것이었다.

## 곡 목록
모든 곡들은 조 스트로머와 버나드 로즈에 의해 작사/작곡하였다.
| #  | 제목                   | 재생 시간 |
| -- | ---------------------- | --------- |
| 1. | 〈Dictator〉           | 3:00      |
| 2. | 〈Dirty Punk〉         | 3:11      |
| 3. | 〈We Are the Clash〉   | 3:02      |
| 4. | 〈Are You Red..Y〉     | 3:01      |
| 5. | 〈Cool Under Heat〉    | 3:21      |
| 6. | 〈Movers and Shakers〉 | 3:01      |

| #  | 제목                 | 재생 시간 |
| -- | -------------------- | --------- |
| 1. | 〈This Is England〉  | 3:49      |
| 2. | 〈Three Card Trick〉 | 3:09      |
| 3. | 〈Play to Win〉      | 3:06      |
| 4. | 〈Fingerpoppin'〉    | 3:25      |
| 5. | 〈North and South〉  | 3:32      |
| 6. | 〈Life Is Wild〉     | 2:39      |

## 인증
| 국가                       | 인증 | 판매량/출하량 |
| -------------------------- | ---- | ------------- |
| 영국 (BPI)                 | 실버 | 60,000^       |
| ^출하량을 기반으로 한 인증 |      |               |